# 七宗町立上麻生中学校
七宗町立上麻生中学校（ひちそうちょうりつ かみあそうちゅうがっこう）は、かつて岐阜県加茂郡七宗町にあった公立の中学校。
七宗町立神渕中学校と統合し、七宗町立七宗中学校の設置により2025年（令和7年）3月に廃校。校舎は七宗中学校校舎に転用された。

## 就学区域
- 川並地区、中麻生地区、上麻生地区（葛屋を除く）[1]

## 沿革
- 1947年（昭和22年）
  - 4月1日 - 武儀郡上麻生村に上麻生村立上麻生中学校が開校する。校舎は上麻生小学校の校舎の一部を使用。室兼分校を設置。
  - 5月3日 - 開校式。
- 1948年（昭和23年）4月　-　室兼分校を廃止。
- 1949年（昭和24年）11月 - 新築移転。
- 1952年（昭和27年）8月1日 - 上麻生村が武儀郡から加茂郡に移動する。
- 1955年（昭和30年）2月11日 - 加茂郡上麻生村と武儀郡神渕村が合併し、加茂郡七宗村となる。同時に七宗村立上麻生中学校に改称する。
- 1962年（昭和37年）4月 - 川辺町の加茂郡学校組合立下麻生中学校が廃止される。下麻生中学校に通学していた七宗村の中麻生地区[注釈 1]の生徒が上麻生中学校に転入する。
- 1963年（昭和38年）4月 - 川並中学校を統合する。
- 1971年（昭和46年）4月1日 - 町制施行により、七宗町発足。同時に七宗町立上麻生中学校に改称する。
- 2001年（平成13年）3月 - 現在地に新築移転。
- 2025年（令和7年）
  - 3月16日 - 閉校式を行う[2][3]。
  - 3月31日 - 閉校。

## 進学前小学校
- 七宗町立上麻生小学校[1]